# آدم هجادوش
آدم هجادوش (بالمجرية: Hegedűs Ádám)‏ هو لاعب كرة قدم مجري في مركز الهجوم، ولد في 29 مارس 1988 في كيكسكيميت في المجر. لعب مع نادي كيكسكيميت.